# Lycaenopsis epicharma
Lycaenopsis epicharma är en fjärilsart som beskrevs av Hans Fruhstorfer 1910. Lycaenopsis epicharma ingår i släktet Lycaenopsis och familjen juvelvingar. Inga underarter finns listade i Catalogue of Life.